# Ascoli Calcio 1898 2005-2006
Questa pagina raccoglie i dati riguardanti l'Ascoli Calcio nelle competizioni ufficiali della stagione 2005-2006.

## Stagione
Nella stagione 2005-2006 l'Ascoli ritornato in Serie A, disputa il quindicesimo campionato di massima serie della sua storia, raccoglie 43 punti con il decimo posto della classifica. Sempre allenato dalla coppia Massimo Silva coadiuvato da Marco Giampaolo mette insieme 20 punti nel girone di andata e 23 punti nel ritorno. Con 8 reti il miglior realizzatore dei bianconeri è stato Marco Ferrante in arrivo dal Bologna. Nella Coppa Italia che rinnovata nella formula, tornata da questa edizione alla eliminazione diretta e senza gironi di qualificazione, nel primo turno l'Ascoli supera l'Acireale, nel secondo lascia il passo al Bari.

## Rosa
Rosa tratta dal sito ufficiale a febbraio 2006.
| N. |                    | Ruolo | Calciatore           |
| -- | ------------------ | ----- | -------------------- |
| 1  | Italia (bandiera)  | P     | Alessandro Boccolini |
| 2  | Italia (bandiera)  | C     | Mattia Biso          |
| 3  | Italia (bandiera)  | D     | Cristiano Del Grosso |
| 4  | Italia (bandiera)  | C     | Alessandro Moro      |
| 5  | Italia (bandiera)  | C     | Domenico Giampà      |
| 6  | Italia (bandiera)  | D     | Mirko Cudini         |
| 7  | Italia (bandiera)  | C     | Ivano Della Morte    |
| 8  | Italia (bandiera)  | C     | Michele Fini         |
| 9  | Italia (bandiera)  | A     | Marco Ferrante       |
| 10 | Cile (bandiera)    | C     | Nicolás Córdova      |
| 11 | Italia (bandiera)  | C     | Alfredo Cariello     |
| 13 | Italia (bandiera)  | D     | Francesco Carbone    |
| 14 | Italia (bandiera)  | C     | Roberto Guana        |
| 15 | Italia (bandiera)  | D     | Daniele Adani        |
| 16 | Italia (bandiera)  | D     | Gianluca Comotto     |
| 17 | Italia (bandiera)  | C     | Pasquale Foggia      |
| 18 | Italia (bandiera)  | C     | Andrea Parola        |
| 19 | Croazia (bandiera) | A     | Igor Budan           |
| 20 | Italia (bandiera)  | C     | Giampietro Perrulli  |

| N. |                      | Ruolo | Calciatore           |
| -- | -------------------- | ----- | -------------------- |
| 87 | Venezuela (bandiera) | C     | Patrick Guglielmelli |
| 21 | Italia (bandiera)    | A     | Nicola Zanini        |
| 23 | Italia (bandiera)    | D     | Riccardo Corallo     |
| 24 | Italia (bandiera)    | D     | Massimo Paci         |
| 25 | Italia (bandiera)    | C     | Luigi Giorgi         |
| 28 | Italia (bandiera)    | P     | Ferdinando Coppola   |
| 30 | Italia (bandiera)    | C     | Valerio Virga        |
| 32 | Italia (bandiera)    | A     | Corrado Colombo      |
| 51 | Italia (bandiera)    | P     | Carlo Zotti          |
| 53 | Italia (bandiera)    | D     | Maurizio Lauro       |
| 55 | Italia (bandiera)    | C     | Domenico Cristiano   |
| 61 | Brasile (bandiera)   | A     | Thiago Schumacher    |
| 77 | Italia (bandiera)    | D     | Vittorio Tosto       |
| 79 | Croazia (bandiera)   | A     | Saša Bjelanović      |
| 80 | Italia (bandiera)    | D     | Maurizio Domizzi     |
| 20 | Italia (bandiera)    | C     | Paul Ramirez         |
| 98 | Italia (bandiera)    | D     | Riccardo Bonetto     |
| 99 | Italia (bandiera)    | A     | Fabio Quagliarella   |
|    | Brasile (bandiera)   | P     | Elinton Andrade      |

## Risultati

### Serie A

#### Girone di andata
| Arbitro: | De Santis (Roma) |

|            |           |                |
| Cudini 58’ | Marcatori | 64’ Shevchenko |

| Lecce 11 settembre 2005, ore 15:00 2ª giornata | Lecce          | 0 – 0 referto | Ascoli | Stadio Via del Mare\| Arbitro: \| Romeo (Verona) \| |
| Arbitro:                                       | Romeo (Verona) |               |        |                                                     |

| Arbitro: | Tagliavento (Terni) |

|                           |           |              |
| Del Piero 14’ (rig.), 38’ | Marcatori | 32’ Cariello |

| Arbitro: | Stefanini (Prato) |

|              |           |             |
| Ferrante 58’ | Marcatori | 39’ Bogdani |

| Arbitro: | Brighi (Cesena) |

|                                       |           |  |
| Palladino 50’ C. Lucarelli 77’ (rig.) | Marcatori |  |

| Arbitro: | Preschern (Mestre) |

|                                |           |            |
| Bjelanovic 28’, 78’ Foggia 33’ | Marcatori | 21’ Pisanu |

| Arbitro: | Saccani (Mantova) |

|                |           |               |
| Tosto 45’, 78’ | Marcatori | 53’ Bonazzoli |

| Arbitro: | Banti (Livorno) |

|                     |           |               |
| Zampagna 28’ (rig.) | Marcatori | 90+5’ Comotto |

| Arbitro: | De Marco (Chiavari) |

|          |           |             |
| Fini 18’ | Marcatori | 88’ Vidigal |

| Arbitro: | Rizzoli (Bologna) |

|                         |           |             |
| Panucci 39’ Mexes 90+1’ | Marcatori | 83’ Domizzi |

| Arbitro: | Dattilo (Locri) |

|  |           |                      |
|  | Marcatori | 1’ Ujfalusi 62’ Toni |

| Arbitro: | Bergonzi (Genova) |

|                |           |                   |
| Pellissier 14’ | Marcatori | 43’ (aut.) D'Anna |

| Arbitro: | P.S. Mazzoleni (Bergamo) |

|              |           |             |
| Ferrante 53’ | Marcatori | 36’ Bonanni |

| Arbitro: | De Marco (Chiavari) |

|             |           |  |
| Adriano 24’ | Marcatori |  |

| Arbitro: | De Santis (Roma) |

|          |           |             |
| Fini 60’ | Marcatori | 88’ Paredes |

| Arbitro: | Rodomonti (Roma) |

|                                       |           |          |
| Del Grosso 8’ (aut.) Suazo 26’ (rig.) | Marcatori | 55’ Biso |

| Arbitro: | Dondarini (Finale Emilia) |

|                 |           |  |
| Quagliarella 9’ | Marcatori |  |

| Arbitro: | Stefanini (Prato) |

|                                                |           |           |
| Di Canio 28’ Mudingayi 34’ Pandev 73’ Tare 80’ | Marcatori | 14’ Guana |

| Arbitro: | Brighi (Cesena) |

|                                         |           |             |
| Ferrante 37’ Bjelanovic 70’ Domizzi 77’ | Marcatori | 45’ Almiron |

#### Girone di ritorno
| Arbitro: | Pieri (Lucca) |

|               |           |  |
| F. Inzaghi 5’ | Marcatori |  |

| Arbitro: | Messina (Bergamo) |

|                            |           |  |
| Ferrante 4’ Bjelanovic 36’ | Marcatori |  |

| Arbitro: | Racalbuto (Gallarate) |

|              |           |                        |
| Ferrante 33’ | Marcatori | 7’, 13’, 18’ Trezeguet |

| Arbitro: | Pieri (Lucca) |

|             |           |             |
| Bogdani 50’ | Marcatori | 39’ Comotto |

| Ascoli Piceno 8 febbraio 2006, ore 20:30 24ª giornata | Ascoli               | 0 – 0 referto | Livorno | Stadio Cino e Lillo Del Duca\| Arbitro: \| Farina (Novi Ligure) \| |
| Arbitro:                                              | Farina (Novi Ligure) |               |         |                                                                    |

| Parma 12 febbraio 2006, ore 15:00 25ª giornata | Parma             | 0 – 0 referto | Ascoli | Stadio Ennio Tardini\| Arbitro: \| Saccani (Mantova) \| |
| Arbitro:                                       | Saccani (Mantova) |               |        |                                                         |

| Arbitro: | Rocchi (Firenze) |

|           |           |                            |
| Volpi 72’ | Marcatori | 56’ Quagliarella 86’ Budan |

| Arbitro: | De Santis (Roma) |

|              |           |  |
| Cariello 90’ | Marcatori |  |

| Arbitro: | Rosetti (Torino) |

|               |           |                    |
| Di Natale 77’ | Marcatori | 84’ (rig.) Domizzi |

| Arbitro: | Bertini (Arezzo) |

|                                     |           |                                   |
| Quagliarella 20’ Paci 24’ Budan 42’ | Marcatori | 72’ Ro. Taddei 74’ (aut.) Comotto |

| Arbitro: | Saccani (Mantova) |

|                                  |           |             |
| Brocchi 53’ Toni 83’ Pazzini 89’ | Marcatori | 43’ Domizzi |

| Arbitro: | Dattilo (Locri) |

|               |           |                   |
| Paci 45’, 62’ | Marcatori | 25’, 90+3’ Amauri |

| Arbitro: | Squillace (Catanzaro) |

|                   |           |            |
| A. Caracciolo 35’ | Marcatori | 71’ Foggia |

| Arbitro: | Farina (Novi Ligure) |

|                     |           |                                |
| Ferrante 21’ (rig.) | Marcatori | 51’ (rig.) Cruz 57’ Mihajlovic |

| Arbitro: | Brighi (Cesena) |

|                         |           |  |
| De Rosa 10’ Amoruso 27’ | Marcatori |  |

| Arbitro: | De Santis (Roma) |

|                                 |           |                |
| Ferrante 18’ Domizzi 73’ (rig.) | Marcatori | 53’, 64’ Suazo |

| Arbitro: | Dattilo (Locri) |

|                             |           |                 |
| Reginaldo 14’ Borriello 28’ | Marcatori | 12’, 81’ Foggia |

| Arbitro: | Marelli (Como) |

|              |           |                                                    |
| Ferrante 30’ | Marcatori | 7’ Stendardo 11’ (rig.) Oddo 20’ Pandev 57’ Rocchi |

| Arbitro: | Herberg (Messina) |

|            |           |                |
| Tavano 25’ | Marcatori | 73’, 85’ Budan |

### Coppa Italia
| Arbitro: | De Dantis (Roma) |

|                         |           |  |
| Ferrante 28’ Fini 45+1’ | Marcatori |  |

| Arbitro: | Dattilo (Locri) |

|                           |           |             |
| Mora 80’ L. Anaclerio 86’ | Marcatori | 49’ Ferraro |

## Statistiche

### Andamento in campionato
| Giornata  | 1 | 2  | 3  | 4  | 5  | 6  | 7  | 8  | 9  | 10 | 11 | 12 | 13 | 14 | 15 | 16 | 17 | 18 | 19 | 20 | 21 | 22 | 23 | 24 | 25 | 26 | 27 | 28 | 29 | 30 | 31 | 32 | 33 | 34 | 35 | 36 | 37 | 38 |
| --------- | - | -- | -- | -- | -- | -- | -- | -- | -- | -- | -- | -- | -- | -- | -- | -- | -- | -- | -- | -- | -- | -- | -- | -- | -- | -- | -- | -- | -- | -- | -- | -- | -- | -- | -- | -- | -- | -- |
| Luogo     | C | T  | T  | C  | T  | C  | C  | T  | C  | T  | C  | T  | C  | T  | C  | T  | C  | T  | C  | T  | C  | C  | T  | C  | T  | T  | C  | T  | C  | T  | C  | T  | C  | T  | C  | T  | C  | T  |
| Risultato | N | N  | P  | N  | P  | V  | V  | N  | N  | P  | P  | N  | N  | P  | N  | P  | V  | P  | V  | P  | V  | P  | N  | N  | N  | V  | V  | N  | V  | P  | N  | N  | P  | P  | N  | N  | P  | V  |
| Posizione | 9 | 13 | 16 | 14 | 17 | 14 | 13 | 13 | 13 | 14 | 14 | 14 | 14 | 15 | 15 | 15 | 15 | 15 | 13 | 13 | 12 | 13 | 13 | 14 | 12 | 11 | 11 | 11 | 11 | 11 | 12 | 11 | 12 | 13 | 12 | 14 | 15 | 12 |

Legenda:

Luogo: C = Casa; T = Trasferta. Risultato: V = Vittoria; N = Pareggio; P = Sconfitta.